# Innoko
La rivière Innoko est une rivière de l'ouest de l'Alaska, affluent du fleuve Yukon.

## Étymologie
L'origine du nom Innoko provient probablement d'un nom deg hit'an pour la rivière. L'administration coloniale russe appelait la rivière Shiltonotno, Legon ou Tlegon, Chagelyuk ou Shageluk et Ittege suivant les époques.

## Géographie
La rivière coule d'abord vers le nord à partir de sa source au sud de Cloudy Mountain dans les Kuskoswim Mountains puis se dirige vers le sud-ouest jusqu'à son confluent avec le Yukon près de Holy Cross. La rivière se trouve à l'intérieur du Refuge faunique national Innoko.

## Affluents et sous-affluents
- Paimiut Slough – 70 milles (113 km)
  - Reindeer (rivière) – 65 milles (105 km)
- Iditarod – 325 milles (523 km)
  - Yetna – 60 milles (97 km)
- Mud – 57 milles (92 km)
- Dishna – 60 milles (97 km)